# Las crónicas de Kane
Las crónicas de Kane es una serie de libros de aventuras y fantasía escrito por Rick Riordan. La obra está situada principalmente en Estados Unidos, en Reino Unido y en Egipto, en la época actual, en el mismo universo que hizo Riordan en Percy Jackson y los dioses del Olimpo. La serie está basada en la mitología egipcia y consta de tres libros. El primer libro, La pirámide roja, fue lanzado el 4 de mayo de 2010. El segundo, El trono de fuego, fue lanzado el 4 de mayo de 2011. El tercer y último tomo, La Sombra de la Serpiente, fue lanzado el 1 de mayo de 2012.
Los protagonistas son Carter y Sadie Kane, dos niños que un día descubren que todos los mitos del antiguo Egipto son reales, y que están presentes en el mundo actual, incluyendo a los dioses egipcios, y además descubren que ellos mismos son descendientes de los antiguos faraones egipcios Narmer y Ramsés el Grande. En los libros son atacados con frecuencia porque son los anfitriones de 2 dioses, Horus e Isis, y aunque logren mantener el control siendo anfitriones, son considerados amenazas por la Casa de la Vida.
Rick Riordan explicó su inspiración en esta historia en una entrevista: "En mi clase, sólo había una cosa que era más popular que la antigua Grecia, y fue el antiguo Egipto", dijo Riordan, quien enseñó a la escuela intermedia Estudios Sociales e Inglés durante 15 años. "Esta fue una cuestión de escuchar a un montón de fans, y muchos de los lectores jóvenes".

## Saga

### La Pirámide Roja
Desde la muerte de su madre, Carter y Sadie se han convertido en casi desconocidos. Mientras que Sadie ha vivido con sus abuelos en Londres, su hermano ha viajado por el mundo con su padre, el egiptólogo brillante, el Dr. Julius Kane.
Una noche, el Dr. Kane lleva a los hermanos juntos para un "experimento de investigación" en el Museo Británico, donde espera hacer las cosas bien para su familia. En cambio, él da rienda suelta a los 5 dioses egipcios más poderosos, uno de ellos el malvado dios Set, quien los destierra al olvido y fuerza a los niños a huir para salvar sus vidas.
Pronto, Sadie y Carter descubren que los dioses de Egipto se están dando, y el peor de ellos -Set- los tiene en la mira. Para detenerlo, los hermanos se embarcan en un peligroso viaje por todo el mundo, una búsqueda que los lleva cada vez más cerca a la verdad sobre su familia y sus vínculos con una orden secreta que ha existido desde la época de los faraones.

### El Trono de Fuego
Desde que los dioses del antiguo Egipto se desataron en el mundo moderno, Carter Kane y su hermana Sadie han estado en problemas. Como descendientes de la Casa de la Vida, los Kane tienen algunas habilidades a su mando, pero los dioses tortuosos no les han dado mucho tiempo para dominar sus habilidades en su mansión familiar de Brooklyn, que se ha convertido en un campo de entrenamiento para estos jóvenes magos.
Y ahora su enemigo más mortal - la caótica serpiente Apofis - va en aumento de poder. Si no le impide liberarse en el tiempo de algunos días, el mundo llegará a su fin. En otras palabras, es una semana típica para la familia Kane.
Para tener alguna posibilidad de luchar contra las fuerzas del Caos, los Kane deben revivir al dios del sol Ra. Pero eso sería la hazaña más peligrosa que cualquiera haya logrado.

### La sombra de la Serpiente
Cuando los jóvenes hermanos Carter y Sadie Kane aprendieron a seguir el camino de los dioses del Antiguo Egipto, sabían que iban a jugar un papel importante en la restauración de la Ma’at (el orden) en el mundo. Lo que no sospechaban era lo caótico que este se podía volver…
Apofis, la serpiente del Caos, ha regresado con fuerzas renovadas y destruirá la Tierra si nadie la detiene en un plazo de tres días. Los líderes de la Casa de la Vida están al borde de una guerra civil, los dioses de la Ma’at están desapareciendo y, los que quedan, están debilitados tras la última batalla... Así que sólo quedan Carter, Sadie y sus jóvenes compañeros aprendices: ¿qué podrán hacer un puñado de adolescentes contra tal panorama?
Pues buscar una última posibilidad para detener a Apofis, aunque sea una opción extrema: los hermanos Kane pueden morir en el intento… y no hay ninguna garantía de que vaya a funcionar.

## Libro complementario
El siguiente libro no se encuentra en español. El título es una traducción literal para su comprensión.

### Survival Guide
Guía de supervivencia, también escrito por Rick Riordan, es el primer y único libro complementario de la serie. Fue lanzado el 20 de marzo del 2012 y ofrece un manual magnífico de las personas además de diagramas y mapas, esta guía profusamente ilustrada enseña a los lectores cómo compilar mensajes secretos, leer jeroglíficos, y recitar antiguos hechizos mágicos.

## Personajes
Artículo Principal: Personajes de Las crónicas de Kane
- Carter Kane: Con catorce años de edad, Carter Kane es el hijo de Julius y Ruby Kane. Después de la muerte de su madre, Carter viajó por el mundo con su padre, por lo que no ha conocido un hogar permanente en años, ni ha estado nunca en una escuela regular. Su padre le ha enseñado en casa, así que Carter sabe mucho sobre Egipto, pero nunca ha experimentado la alegría de comida de la cafetería ni nada parecido. Carter no se considera valiente, pero pronto se necesitará una gran cantidad de valentía. La espada que esgrime es conocido como un jhopesh, y fue utilizado por la guardia personal del faraón. Independientemente de si Carter puede utilizarla en combate, pronto lo veremos.Hasta que no descubra que posee esos extraños poderes mágicos, Carter no sabrá que en su interior vive un dios halcón también conocido como Horus. Sigue la senda de Horus.

- Sadie Kane: Con doce años, Sadie Kane fue separada de su hermano después de la muerte de su madre. Después de una batalla judicial enorme, los abuelos maternos de Sadie ganaron su custodia ante su padre Julius, así que mientras Carter y Julius viajaron por todo el mundo, Sadie se planteó como una colegiada británica de Londres. Sadie tiende a decir lo que piensa, incluso si eso le mete en problemas. Ella tiene poco interés en las tareas escolares o la historia de Egipto, pero pronto descubre que la historia de Egipto tiene interés en ella. Sigue la senda de Isis.

- Julius Kane: .Dr. Julius Kane es uno de los egiptólogos más prominentes de la época moderna, especializada en la magia egipcia. Ha escrito numerosos libros y viaja por el mundo investigando y dando conferencias. Sin embargo, Julius Kane tiene un secreto. Puede ser que él es capaz de leer los libros antiguos egipcios con hechizos porque Julius Kane tiene experiencia de primera mano con la magia. Desafortunadamente, el Dr. Julius Kane tiene una serie de enemigos. Seguía la senda de Osiris.

- Amos Kane: Hermano de Julius, Amos se ha mantenido alejado de Carter y Sadie, pero no porque él quisiera. Cuando un terrible accidente ocurre, el tío Amos debe intervenir y ayudar a los niños, llevándolos a la mansión de la familia en Brooklyn. Corresponderá a Amos a explicar la verdad, e introducir Carter y Sadie al patrimonio peligroso mágico de la familia Kane. Sigue la senda de Set.

- Zia Rashid: Una maga egipcia que posee a Neftis. En el segundo libro se ve atraída por Carter, quien está enamorado de ella, pero Zia se siente confundida, y le dice a Carter que necesita tiempo. Su especialidad es el fuego. Sigue la senda de Ra.

- Bast: La diosa egipcia de los gatos. Ella se convierte en protectora de los niños Kane después de que Julius le hiciera un favor a ella.

- Walt: Tiene dieciséis años y aparece en el segundo libro: El trono de fuego. Proviene de la familia de Tutankamón, y tiene una maldición incurable. Al igual que Anubis, está enamorado de Sadie. Sigue la senda de Anubis, pero en secreto.

- Set: El dios egipcio del caos y del mal, que es el antagonista principal de la Pirámide Roja. Su argumento final es, por su cumpleaños, de acarrear su destrucción mediante la construcción de la Pirámide Roja, por lo que el libro lleva el nombre.[6]

- Ruby: La madre de Carter y Sadie, una antropóloga británica especializada en ADN antiguo. Ella murió en un misterioso accidente cuando los niños eran muy jóvenes, pero su padre nunca les ha dicho la verdad sobre por qué o cómo murió. La verdad podía ser peor que lo que Carter o Sadie imaginan, pero los hermanos tendrán que aprender un secreto de su madre para que puedan seguir con vida.

- Bes: el dios egipcio de los enanos, aparece en el segundo libro, El Trono de Fuego, cuando Sadie huía de la diosa buitre Nejbet y del dios babuino Babi. En el último libro termina por enamorarse de la diosa hipopótamo Tauret.